# Maria Mitchell
Maria Mitchell, ameriška astronomka, * 1. avgust 1818, otok Nantucket, Massachusetts, ZDA, † 28. junij 1889, Lynn, Massachusetts.

## Življenje in delo
Njena starša sta bila kvekerja in sta sama od sebe zagotovila hčeri enako izobrazbo, ki so jo bili deležni dečki. Mitchellova je bila knjižničarka in se je v očetovem observatoriju ukvarjala tudi z astronomijo.
1. oktobra 1847 je s pomočjo daljnogleda odkrila »Komet gospodične Mitchell« (Komet 1847 VI, sodobna oznaka C/1847 T1) 5° južno od Severnice. Svoje odkritje je objavila v predhodnem poročilu v reviji britanske Kraljeve astronomske družbe. Nekaj let prej je dansko-norveški kralj Friderik VI. začel podeljevati zlato medaljo odkriteljem kometov. Tako je Mitchellova prva zasluženo prejela to nagrado. Nekaj časa je bilo odprto vprašanje kdo je prvi odkril ta komet. Francesco de Vico ga je neodvisno odkril dva dni kasneje, svoje odkritje pa je objavil prej. Vendar so odločili v prid Mitchellove. Nagrado je podelil leta 1848 novi danski kralj Friderik VII., Mitchellova pa si je pridobila svetovno slavo. Poleg tega je bila druga ženska, ki je odkrila komet. Pred njo se je to posrečilo le Carolini Herschel.
Vredno je omeniti, da veliko življenjepisnih virov nepravilno pojmuje »odkritelja kometa z daljnogledom« in poroča, da je bila Mitchellova prva. ki je s pomočjo daljnogleda odkrila komet. Vendar temu ni tako.
Leta 1848 je postala prva ženska članica Ameriške akademije umetnosti in znanosti, leta 1850 pa članica Ameriškega združenja za napredek znanosti.
Kasneje je delala na Ameriškem uradu pomorskega koledarja, kjer je izračunavala tabele lege Venere. Z Nathanielom Hawthorneom in njegovo družino je odpotovala v Evropo, kjer je obiskala več observatorijev, od Greenwicha do Berlina. Leta 1865 je postala profesorica astronomije na Vassarjevem kolidžu (Vassar College) v Poughkeepsieu, New York. Po nekajletnem poučevanju je spoznala, da navkljub svojemu slovesu in izkušenj, prejema nižjo plačo kot veliko mlajših moških profesorjev – tedanjih 800 $. Zahtevala je povišek in ga tudi dobila.
Leta 1842 se je odrekla kvekerstvu in se pridružila načelom unitarizma. V protest proti suženjstvu je prenehala nositi oblačila izdelana iz bombaža. Bila je prijateljica mnogih sufražetk, na primer Elizabethe Cadye Stantonove. Bila je med ustanovitelji Ameriškega združenja za napredek žensk.

## Priznanja

### Poimenovanja
Po njej se imenuje Observatorij Marie Mitchell v Nantucketu, udarni krater Mitchell na Luni in asteroid glavnega asteroidnega pasu 1455 Mitchella.